# Statua di Xocalı

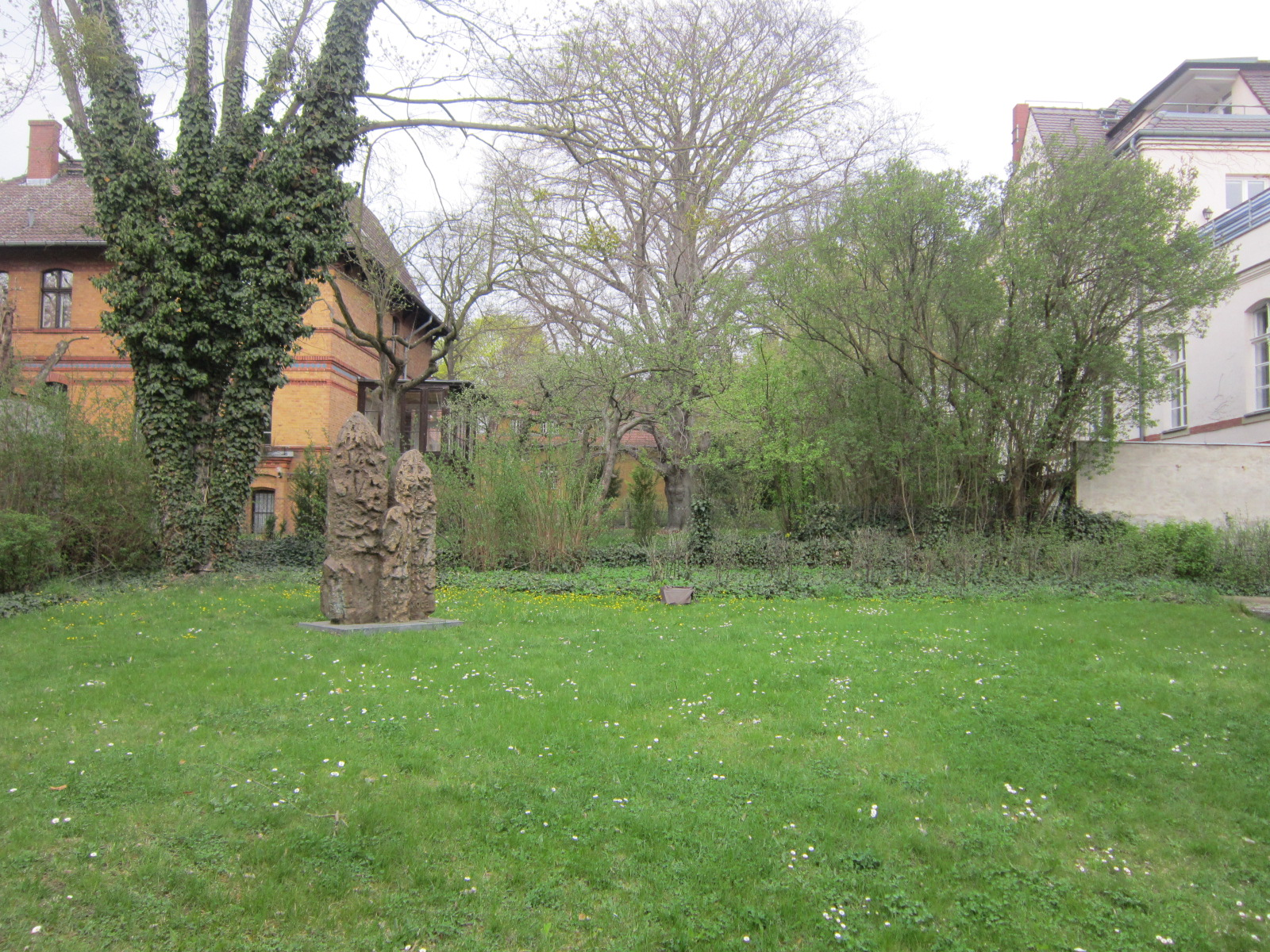
Statua di Xocalı (Berlino)

La Statua di Xocalı è un monumento eretto in onore delle vittime del massacro di Xocalı.
Si trova nel cortile della biblioteca Gottfried-Benn, nel distretto amministrativo di Steglitz-Zehlendorf della città di Berlino.

## Storia
La realizzazione del monumento fu guidata da Ibrahim Ahrar, pittore e scultore azerbaigiano residente in Germania da 45 anni, con la collaborazione di Salhab Mammadov, Akif Asgarov e Ali Ibadullayev. L'inaugurazione ebbe luogo il 30 maggio 2011, alla presenza di Norbert Kopp, capo del distretto di Steglitz-Zehlendorf, Adalat Valiyev, vice ministro della Cultura e del Turismo dell’Azerbaigian, rappresentanti della diaspora azera, del pubblico tedesco, nonché di scienziati e personalità del mondo culturale di entrambi i paesi. Durante la cerimonia intervennero Kerstin-Ulrich Richter-Kotovski, assessore per l’istruzione, la cultura e i servizi al cittadino del distretto di Steglitz-Zehlendorf, l’ambasciatore azero in Germania Parviz Shahbazov e l’autore del monumento, Ibrahim Ahrar.